# Fragments of Insanity
Fragments of Insanity är ett musikalbum inspelat av det italienska metal-bandet Necrodeath år 1989 (original). Albumet utgavs av Metal Master Records på 12" vinyl. Albumet återutgavs på CD 2001 (av Avantgarde Music) och 2007 (av Scarlet Records).

## Låtlista
Sida A
1. "Choose Your Death" – 5:23
2. "Tanathoid" – 4:34
3. "State of Progressive Anihilation" – 4:25
4. "Metempsychosis" – 3:59

Sida B
1. "Fragments of Insanity" – 5:14
2. "Enter My Subconscious" – 4:24
3. "Stillbirth" – 4:19
4. "Eucharistical Sacrifice" – 4:32

## Medverkande
- Peso (Marco Pesenti) – trummor
- Ingo (Nicola Ingrassia) – sång, gitarr
- Claudio (Claudio Bonavita) – gitarr
- Paolo (Paolo Delfino) – basgitarr